# Сарапулка (Новосибирская область)
Сарапулка — село в Мошковском районе Новосибирской области. Административный центр Сарапульского сельсовета. 

## География
Площадь села — 241 гектар.

## Население
| 2002 | 2007  | 2010 |
| ---- | ----- | ---- |
| 990  | ↗1121 | ↘941 |

## Известные жители
В селе Сарапулка жила и работали Мария Петровна Зайцева (1915—1989), и Татьяна Петровна Ивченко - советские передовики производства в сельском хозяйстве, Герои Социалистического Труда.

## Инфраструктура
В селе по данным на 2007 год функционируют 1 учреждение здравоохранения и 2 учреждения образования.